# Joyce Napier
Joyce Napier (née en 1958 à Montréal) est une journaliste et diplomate québécoise.
Depuis mai 2024, elle est ambassadrice du Canada au Vatican.

## Biographie

### Jeunesse et formation
Joyce Napier est née à Montréal de parents d'origine égyptienne. À l'âge de trois ans, la famille déménage à Rome en raison du travail de son père, qui travaillait pour l'encyclopédie Britannica. Elle déménage à Montréal au début de la vingtaine pour étudier en journalisme. Après plusieurs années comme journaliste notamment à la Presse Canadienne et au Globe and Mail, elle entre à La Presse comme chroniqueuse judiciaire au milieu des années 1980, puis à CBC comme reporter à la télévision. Quelques années plus tard, elle se retrouve à la télévision de Radio-Canada.
En 1988, elle rencontre le journaliste Neil Macdonald, avec qui elle se marie et a deux enfants : Maxine (1991) et Lucas (1993). En 1998, la famille s’envole vers Jérusalem quand Neil Macdonald obtient un poste de correspondant au Moyen-Orient pour CBC.

### Journalisme
En 1989, Joyce Napier fait son premier topo lors de la tuerie de l'École polytechnique de Montréal.
En 1998, elle devient correspondante pour Radio-Canada à Jérusalem. En 2003, Napier est affectée à Washington.
En avril 2005, elle couvre les funérailles du pape Jean-Paul II au Vatican, puis, en 2011, elle couvre sa béatification. Le 4 juillet 2005. elle réalise une entrevue exclusive avec Karla Homolka, deux heures après sa sortie de prison.
Joyce Napier suit la campagne présidentielle de Barack Obama aux États-Unis. Elle assiste à son élection le 4 novembre 2008.
Le 6 novembre 2011, Joyce Napier participe à l'émission Tout le monde en parle,.
Le 7 novembre 2011, Joyce Napier participe à la Semaine des correspondants au Centre d'études et de recherches internationales de l'Université de Montréal.
En mars 2016, elle quitte Radio-Canada et joint CTV News à titre de chef de bureau à Ottawa.

### Ambassadrice
Le 8 mai 2024, la ministre des Affaires étrangères du Canada, Mélanie Joly, annonce la nomination de Joyce Napier comme ambassadrice du Canada au Vatican.
Elle devient membre de l'Ordre du Canada en 2024.